# 特里克姆 (克利本縣)
特里克姆（英語：Trickem）是一個位於美國阿拉巴馬州克利本縣的非建制地區。該地的面積和人口皆未知。

## 地理
特里克姆的座標為33°33′22″N 85°24′40″W / 33.55611°N 85.41111°W，而該地最高點為海拔高度320米（即1060英尺）。